# Bürkelkopf
Le Bürkelkopf est une montagne qui s’élève à 3 030 ou 3 032 m d’altitude dans le massif de Samnaun, à la frontière entre l'Autriche et la Suisse.

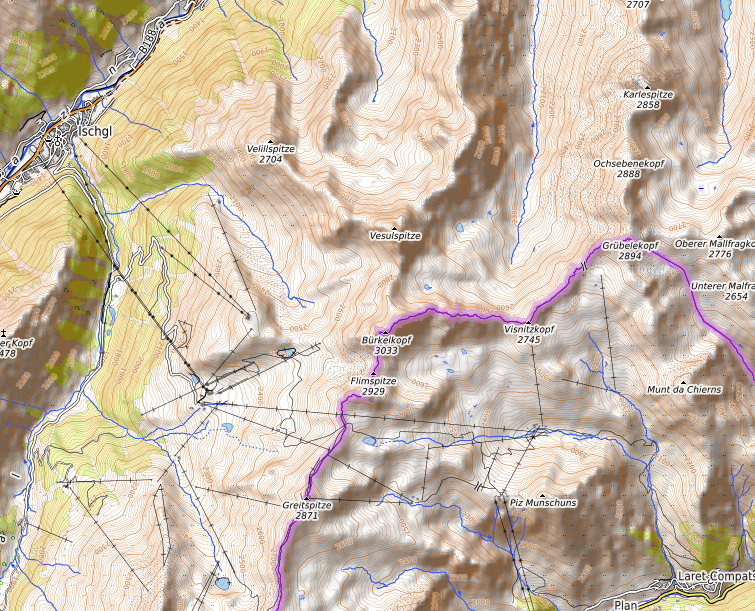
Carte topographique.